# Il destino dei gemelli
Il destino dei gemelli (titolo originale Time of the Twins) è un romanzo fantasy scritto da Tracy Hickman e Margaret Weis e pubblicato per la prima volta nel 1987 in America dalla TSR. È il primo romanzo della trilogia delle Leggende di Dragonlance.
La trama è basata sulla versione romanzata dei moduli di avventura per il gioco di ruolo Dungeons & Dragons della serie DL, pubblicato anch'esso dalla TSR.

## Trama
Il primo libro della trilogia dedicata tutta ai gemelli Majere ci introduce ad un nuovo modo di pensare e di concepire il mondo di Krynn. Fino ad ora, infatti, siamo stati abituati ad una dinamica piuttosto semplice: la Guerra delle Lance ci ha svelato gli ambiziosi progetti della Regina delle Tenebre, che siamo stati abituati a considerare come la nemica per eccellenza. Adesso la situazione è cambiata: i nuovi nemici, infatti, sono i personaggi che siamo abituati a trovarci continuamente sotto gli occhi, cosa che porta ad un continuo altalenare di persone da una parte all'altra della barricata, che rende oscuro e nebuloso il destino di Krynn.
Sono passati anni dalla fine della guerra. I nostri eroi si sono sistemati nel modo a loro più congeniale, ma non tutti hanno avuto una vita serena in ricompensa dei servigi svolti. Caramon Majere, Eroe delle Lance, un tempo amato e rispettato da tutti a Solace, vive ora come uno straccione a causa del tradimento del gemello, che lo ha distrutto nello spirito e nel corpo e lo ha spinto a prendersi come sola amante la bottiglia.
Dall'altra parte del continente, a Palanthas, Dama Crysania, un'ambiziosa chierica di Paladine, accarezza il sogno di far recedere dalle tenebre il potente Raistlin Majere, che nel frattempo è diventato Arcimago della Torre. Il destino della giovane ed inesperta sacerdotessa, che a sua insaputa si sta già innamorando dello stregone, si incrocia con quello di Caramon quando proprio a quest'ultimo è affidato il compito di scortarla alla Torre dell'Alta Stregoneria di Wayreth, accompagnato dall'immancabile Tasslehoff Burrfoot e dalla riottosa nana dei fossi Bupu.
Durante il viaggio però la sorellastra Kitiara manda Lord Soth ad uccidere Dama Crysania per impedire al fratello Raistlin Majere di mettere in pratica il proprio piano. L'attacco però non va a buon fine per l'intervento di Paladine che prende con sé l'anima di Dama Crysania impedendone quindi l'uccisione. L'unica persona in grado di riportarla in vita, però, è il Sommo Sacerdote di Istar. Inconsapevoli di questo fatto Caramon Majere, Tasslehoff Burrfoot e Bupu conducono il corpo di Dama Crysania alla Torre dell'Alta Stregoneria di Wayreth.
Qui, i tre vengono finalmente a conoscenza del vero piano di Raistlin: diventare un dio, sfidando la stessa Regina delle Tenebre. Per fare ciò, egli ha progettato di tornare indietro nel tempo fino ai giorni prima del Cataclisma, per incontrare il potente Fistandantilus e carpirne i segreti, in modo da guadagnare il potere necessario per la sua ambiziosa impresa. I maghi della Torre sono pertanto costretti a rimandare indietro nel tempo anche Caramon e Crysania, per far curare quest'ultima dal Sommo Sacerdote di Istar.
Ma l'intervento di Tasslehoff nell'incantesimo di Par-Salian per far tornare Caramon e Crysania ai tempi del fulgore di Istar, sconvolge il fluire del tempo, poiché nelle regole dell'incantesimo stesso è sottolineata la proibizione di far viaggiare nel tempo nani, gnomi, kender o draconici, che non sono stati creati dagli dèi e sono pertanto in grado di alterare il futuro.
Caramon e Tas si ritrovano dunque a Istar, dove vengono venduti come schiavi e reclutati all'Arena dei Gladiatori, mentre Crysania ha tutto il tempo di ricredersi sul conto del Gran Sacerdote del Tempio di Paladine: sotto la guida di Raistlin, entrato alla corte del Re Prete spacciandosi per il defunto Fistandantilus dopo averlo personalmente ucciso, la fanciulla vedrà progressivamente le brutture della politica che si aggira sotto gli scintillanti paramenti religiosi, e senza volere cadrà sempre più a fondo nella trappola che l'Arcimago le sta tendendo. Raistlin sa benissimo, infatti, che per giungere all'Abisso e sfidare la Regina delle Tenebre dovrà prima varcare il Portale, che può essere aperto soltanto da un mago di infinita malvagità unito a un chierico di infinita bontà, e conta di plagiare Crysania a tal punto da riuscire a coinvolgerla in questa folle impresa, facendole credere di voler distruggere il male rappresentato da Takhisis.
Caramon, intanto, si è giovato del duro allenamento da gladiatore per riacquistare le forme massicce di un tempo, ma ancora non ha abbandonato la speranza di poter uccidere Fistandantilus e liberare così il fratello dalla maledizione che grava su di lui fin dalla Prova. Per questo motivo, una notte il guerriero si insinua nel Tempio con l'intenzione di pugnalare l'Oscuro (come viene chiamato Fistandantilus) nel sonno, ma con somma sorpresa scopre che esso è già stato ucciso da Raistlin e, sotto ordine del gemello stesso, torna alle stanze dei gladiatori aspettando il momento propizio per attuare il piano dell'Arcimago.
Intanto, il Cataclisma si avvicina. Le piaghe si susseguono a ritmo incessante, ma il Sommo Sacerdote, noncurante, si prepara a fare il discorso con cui inciterà gli dèi a concedergli il potere di prendere il controllo di tutte le razze di Krynn. Tas intanto, venuto a conoscenza del fatto che il suo intervento può cambiare il futuro, si è messo in testa di fermare il Cataclisma e, su consiglio di Raistlin, ruba a Caramon il congegno magico che Par-Salian gli ha dato per poter tornare nel suo tempo. In realtà, Raistlin sa benissimo quanto sia pericolosa la presenza del kender nel passato e cerca solo un modo per eliminarlo, in modo che non possa intralciare i suoi piani.
Il giorno del Cataclisma, Caramon si trova costretto a combattere nell'Arena contro i suoi due migliori amici, Pheragas e Kiiri, per ordine di Raistlin e, dopo averli visti morire, presa finalmente conoscenza della malvagità senza limiti del gemello, si dirige al Tempio con la ferma intenzione di pugnalarlo a morte. Accecato però da un incantesimo di Crysania, manca al suo compito ed il mago ha il tempo di pronunciare l'incantesimo che li porterà tutti e tre avanti nel tempo.
Tasslehoff intanto, seguendo le istruzioni di Raistlin, si è nascosto nella sala dove il Gran Sacerdote sta pronunciando il discorso fatale che porterà alla caduta della montagna di fuoco su Istar. Fiducioso nella riuscita del suo progetto, aziona il congegno magico nel modo che Raistlin gli ha spiegato, ma non ottiene che di romperlo in mille pezzi. Affranto e disperato, il piccolo kender non può far altro che rifugiarsi nel laboratorio di Fistandantilus ed assistere, impotente, alle fiamme che cominciano a cadere dal cielo.

## Edizioni
- Margaret Weis - Tracy Hickman, Il destino dei gemelli, traduzione di Giampaolo Cossato - Sandro Sandrelli, collana Armenia, Armenia Editore, 1989,  p. 390, ISBN 88-344-0379-7.